# La Harpe, Illinois
La Harpe är en ort i Hancock County i Illinois. Vid 2020 års folkräkning hade La Harpe 1 175 invånare.